# 萨莉·威尔斯
萨莉·威尔斯（英語：Salli Wills，1979年11月16日—），澳大利亚女子竞技体操运动员。她曾代表澳大利亚参加1994年英联邦运动会体操比赛，获得女子平衡木金牌和女子团体全能铜牌。